# Nemesio Pozuelo
Nemesio Pozuelo (Russisch: Немесио Посуэло) (Charkov, 7 juli 1940) is een voormalig voetballer uit de Sovjet-Unie van Spaanse afkomst. 

## Biografie
Zijn vader was lid van de Communistische Partij die na de Spaanse Burgeroorlog verboden werd door generaal Franco. Zijn moeder vestigde zich in Charkov in de Oekraïense SSR, waar ze beviel van Nemesio. Zijn moeder overleed aan kanker toen hij nog maar 7 jaar oud was. Omdat zijn vader in Spanje verbleef, belandde hij in een weeshuis.  
Later ging hij bij zijn vader in Moskou wonen en begon hij zijn carrière bij Torpedo Moskou in 1958 waarmee hij in 1960 landskampioen werd. In 1964 trok hij naar Spartak Moskou en een jaar later naar Zenit Leningrad. 
In 1996 verhuisde hij naar Spanje. 